# Бохолт (Румунія)
Бохолт (рум. Boholt) — село у повіті Хунедоара в Румунії. Входить до складу комуни Шоймуш.
Село розташоване на відстані 300 км на північний захід від Бухареста, 7 км на північ від Деви, 105 км на південний захід від Клуж-Напоки, 132 км на схід від Тімішоари.

## Населення
За даними перепису населення 2002 року у селі проживали 347 осіб, з них 346 осіб (99,7%) румунів. Рідною мовою 346 осіб (99,7%) назвали румунську.